# Besbes (Ouled Djellal)
Besbes è un comune dell'Algeria, situato nella provincia di Ouled Djellal.